# Liste der Monuments historiques im Département Alpes-de-Haute-Provence
Die Liste führt alle Monument historique im Département Alpes-de-Haute-Provence in Frankreich auf.
2011 wurden im Département Alpes-de-Haute-Provence 200 als Monument historique geschützte Gebäude gezählt. Die folgende Liste führte diese Gebäude alphabetisch nach Gemeinde auf.

## Liste

### Allemagne-en-Provence
| Bezeichnung                   | Beschreibung | Standort | Kennzeichnung | Schutzstatus | Datum | Bild |
| ----------------------------- | ------------ | -------- | ------------- | ------------ | ----- | ---- |
| Schloss Allemagne-en-Provence |              | (Lage)   | PA00080348    | Classé       | 1986  |      |

### Allos
| Bezeichnung                  | Beschreibung | Standort | Kennzeichnung | Schutzstatus | Datum | Bild |
| ---------------------------- | ------------ | -------- | ------------- | ------------ | ----- | ---- |
| Kapelle Saint-Sébastien      |              | (Lage)   | PA04000001    | Inscrit      | 1996  |      |
| Kirche Notre-Dame-de-Valvert |              | (Lage)   | PA00080349    | Classé       | 1846  |      |

### Annot
| Bezeichnung              | Beschreibung | Standort | Kennzeichnung | Schutzstatus | Datum | Bild |
| ------------------------ | ------------ | -------- | ------------- | ------------ | ----- | ---- |
| Kapelle de Vers-la-Ville |              | (Lage)   | PA00080350    | Classé       | 1928  |      |
| Croix couverte           |              |          | PA00080351    | Inscrit      | 1967  |      |

### Banon
| Bezeichnung | Beschreibung | Standort | Kennzeichnung | Schutzstatus | Datum | Bild |
| ----------- | ------------ | -------- | ------------- | ------------ | ----- | ---- |
| Torbogen    |              | (Lage)   | PA00080352    | Inscrit      | 1927  |      |

### Barcelonnette
Siehe: Liste der Monuments historiques in Barcelonnette

### Bayons
| Bezeichnung                   | Beschreibung | Standort | Kennzeichnung | Schutzstatus | Datum | Bild |
| ----------------------------- | ------------ | -------- | ------------- | ------------ | ----- | ---- |
| Kirche Notre-Dame-de-Bethléem |              | (Lage)   | PA00080356    | Classé       | 1891  |      |

### Le Caire
| Bezeichnung    | Beschreibung | Standort | Kennzeichnung | Schutzstatus | Datum | Bild |
| -------------- | ------------ | -------- | ------------- | ------------ | ----- | ---- |
| Fabrik Rolland |              | (Lage)   | PA04000002    | Inscrit      | 1996  |      |

### Castellane
Siehe: Liste der Monuments historiques in Castellane

### Castellet-lès-Sausses
| Bezeichnung                       | Beschreibung | Standort | Kennzeichnung | Schutzstatus | Datum | Bild |
| --------------------------------- | ------------ | -------- | ------------- | ------------ | ----- | ---- |
| Kirche Saint-Pierre-et-Saint-Paul |              | (Lage)   | PA00080363    | Inscrit      | 1971  |      |

### Céreste
| Bezeichnung            | Beschreibung | Standort        | Kennzeichnung | Schutzstatus   | Datum     | Bild |
| ---------------------- | ------------ | --------------- | ------------- | -------------- | --------- | ---- |
| Mittelalterliches Haus |              | Placette (Lage) | PA00080511    | Inscrit Classé | 1990 1994 |      |
| Römische Brücke        |              | (Lage)          | PA00080364    | Classé         | 1862      |      |
| Priorat Carluc         |              | (Lage)          | PA00080365    | Classé Inscrit | 1982      |      |

### Le Chaffaut-Saint-Jurson
| Bezeichnung      | Beschreibung | Standort | Kennzeichnung | Schutzstatus   | Datum     | Bild |
| ---------------- | ------------ | -------- | ------------- | -------------- | --------- | ---- |
| Schloss Chaffaut |              | (Lage)   | PA00080366    | Inscrit Classé | 1989 1990 |      |

### Château-Arnoux-Saint-Auban
| Bezeichnung                        | Beschreibung | Standort                         | Kennzeichnung | Schutzstatus   | Datum | Bild |
| ---------------------------------- | ------------ | -------------------------------- | ------------- | -------------- | ----- | ---- |
| Schloss Château-Arnoux-Saint-Auban |              | (Lage)                           | PA00080367    | Classé Inscrit | 1969  |      |
| Fachwerkhaus                       |              | Saint-Auban, 3 rue de la Colline | PA04000022    | Inscrit        | 2001  |      |
| Fachwerkhaus                       |              | Saint-Auban, 9 rue de la Colline | PA04000023    | Inscrit        | 2001  |      |
| Kriegerdenkmal                     |              | Place de la Résistance (Lage)    | PA04000030    | Inscrit        | 2010  |      |
| Priorat Saint-Pierre-ès-Liens      |              | (Lage)                           | PA00080368    | Inscrit        | 1978  |      |

### Châteauneuf-Val-Saint-Donat
| Bezeichnung              | Beschreibung | Standort           | Kennzeichnung | Schutzstatus | Datum | Bild |
| ------------------------ | ------------ | ------------------ | ------------- | ------------ | ----- | ---- |
| Kapelle Sainte-Madeleine |              | Le Carquois (Lage) | PA04000009    | Inscrit      | 1997  |      |

### Clumanc
| Bezeichnung          | Beschreibung | Standort          | Kennzeichnung | Schutzstatus | Datum | Bild |
| -------------------- | ------------ | ----------------- | ------------- | ------------ | ----- | ---- |
| Schloss Clumanc      |              | Le Château (Lage) | PA00080369    | Inscrit      | 1978  |      |
| Kirche Notre-Dame    |              | Le Château (Lage) | PA00080370    | Inscrit      | 1980  |      |
| Tour de l’Annonciade |              |                   | PA00080371    | Inscrit      | 1989  |      |

### Colmars
| Bezeichnung         | Beschreibung | Standort                   | Kennzeichnung | Schutzstatus | Datum | Bild |
| ------------------- | ------------ | -------------------------- | ------------- | ------------ | ----- | ---- |
| Kirche Saint-Martin |              | (Lage)                     | PA00080372    | Classé       | 1994  |      |
| Befestigung         |              | Place de Colmars (Lage)    | PA00080373    | Classé       | 1923  |      |
| Pont Haut           |              | (Lage)                     | PA00080375    | Inscrit      | 1927  |      |
| Pont de Saint-Roch  |              | Route nationale 208 (Lage) | PA00080374    | Inscrit      | 1948  |      |

### La Condamine-Châtelard
| Bezeichnung      | Beschreibung | Standort | Kennzeichnung | Schutzstatus | Datum | Bild |
| ---------------- | ------------ | -------- | ------------- | ------------ | ----- | ---- |
| Fort de Tournoux |              | (Lage)   | PA04000034    | Inscrit      | 2016  |      |

### Cruis
| Bezeichnung                       | Beschreibung | Standort | Kennzeichnung | Schutzstatus | Datum | Bild |
| --------------------------------- | ------------ | -------- | ------------- | ------------ | ----- | ---- |
| Kirche Notre-Dame-et-Saint-Martin |              | (Lage)   | PA00080376    | Inscrit      | 1925  |      |

### Curbans
| Bezeichnung          | Beschreibung | Standort | Kennzeichnung | Schutzstatus | Datum | Bild |
| -------------------- | ------------ | -------- | ------------- | ------------ | ----- | ---- |
| Kapelle Saint-Pierre |              | (Lage)   | PA00080377    | Inscrit      | 1975  |      |

### Digne-les-Bains
Siehe: Liste der Monuments historiques in Digne-les-Bains

### Entrepierres
| Bezeichnung                    | Beschreibung | Standort        | Kennzeichnung | Schutzstatus | Datum | Bild |
| ------------------------------ | ------------ | --------------- | ------------- | ------------ | ----- | ---- |
| Bauernhof des Priorats Vilhosc |              | (Lage)          | PA00080383    | Classé       | 1934  |      |
| Pont de la reine Jeanne        |              | C.D. 217 (Lage) | PA00080384    | Inscrit      | 1987  |      |

### Entrevaux
| Bezeichnung                                            | Beschreibung | Standort          | Kennzeichnung | Schutzstatus | Datum | Bild |
| ------------------------------------------------------ | ------------ | ----------------- | ------------- | ------------ | ----- | ---- |
| Ehemalige Kathedrale Notre-Dame de la Sed de Glandèves |              | Le Parc           | PA04000005    | Inscrit      | 1996  |      |
| Kathedrale Notre-Dame-de-l’Assomption                  |              | Place de l’Église | PA00080386    | Classé       | 1996  |      |
| Schloss Entrevaux                                      |              |                   | PA00080385    | Inscrit      | 1927  |      |
| Zitadelle                                              |              |                   | PA00080387    | Classé       | 1921  |      |
| Kirche Saint-Martin                                    |              |                   | PA00080388    | Inscrit      | 1988  |      |

### Esparron-de-Verdon
| Bezeichnung | Beschreibung | Standort | Kennzeichnung | Schutzstatus   | Datum | Bild |
| ----------- | ------------ | -------- | ------------- | -------------- | ----- | ---- |
| Schloss     |              | (Lage)   | PA00080389    | Classé Inscrit | 1979  |      |

### Estoublon
| Bezeichnung       | Beschreibung | Standort          | Kennzeichnung | Schutzstatus | Datum | Bild |
| ----------------- | ------------ | ----------------- | ------------- | ------------ | ----- | ---- |
| Kirche Notre-Dame |              | Bellegarde (Lage) | PA00080390    | Inscrit      | 1926  |      |
| Uhrenturm         |              | (Lage)            | PA00080391    | Inscrit      | 1941  |      |

### Faucon-de-Barcelonnette
| Bezeichnung | Beschreibung | Standort | Kennzeichnung | Schutzstatus | Datum | Bild |
| ----------- | ------------ | -------- | ------------- | ------------ | ----- | ---- |
| Uhrenturm   |              | (Lage)   | PA00080392    | Classé       | 1913  |      |

### Forcalquier
Siehe: Liste der Monuments historiques in Forcalquier

### Le Fugeret
| Bezeichnung           | Beschreibung | Standort        | Kennzeichnung | Schutzstatus | Datum | Bild |
| --------------------- | ------------ | --------------- | ------------- | ------------ | ----- | ---- |
| Oratoire Saint-Joseph |              | C.D. 908 (Lage) | PA00080401    | Inscrit      | 1966  |      |
| Brücke über die Vaire |              | (Lage)          | PA00080402    | Inscrit      | 1981  |      |

### Ganagobie
| Bezeichnung          | Beschreibung | Standort                   | Kennzeichnung | Schutzstatus | Datum | Bild |
| -------------------- | ------------ | -------------------------- | ------------- | ------------ | ----- | ---- |
| Römische Brücke      |              | Route nationale 100 (Lage) | PA00080403    | Classé       | 1963  |      |
| Prieuré de Ganagobie |              | (Lage)                     | PA00080404    | Classé       | 1886  |      |

### Gréoux-les-Bains
| Bezeichnung    | Beschreibung | Standort | Kennzeichnung | Schutzstatus | Datum | Bild |
| -------------- | ------------ | -------- | ------------- | ------------ | ----- | ---- |
| Templerschloss |              | (Lage)   | PA00080405    | Classé       | 1840  |      |

### Jausiers
| Bezeichnung                  | Beschreibung | Standort | Kennzeichnung | Schutzstatus | Datum | Bild |
| ---------------------------- | ------------ | -------- | ------------- | ------------ | ----- | ---- |
| Schloss Magnans              |              | (Lage)   | PA00080406    | Inscrit      | 1986  |      |
| Kirche Saint-Nicolas-de-Myre |              | (Lage)   | PA00080407    | Classé       | 1921  |      |

### Lardiers
| Bezeichnung        | Beschreibung | Standort | Kennzeichnung | Schutzstatus | Datum | Bild |
| ------------------ | ------------ | -------- | ------------- | ------------ | ----- | ---- |
| Kirche Sainte-Anne |              | (Lage)   | PA00080408    | Classé       | 1978  |      |

### Le Lauzet-Ubaye
| Bezeichnung        | Beschreibung | Standort        | Kennzeichnung | Schutzstatus | Datum | Bild |
| ------------------ | ------------ | --------------- | ------------- | ------------ | ----- | ---- |
| Dolmen von Villard |              | (Lage)          | PA00080409    | Classé       | 1900  |      |
| Römische Brücke    |              | C.D. 900 (Lage) | PA00080410    | Inscrit      | 1987  |      |

### Limans
| Bezeichnung          | Beschreibung | Standort                 | Kennzeichnung | Schutzstatus | Datum     | Bild           |
| -------------------- | ------------ | ------------------------ | ------------- | ------------ | --------- | -------------- |
| Kirche Saint-Georges |              | Place de l'église (Lage) | PA04000040    | Inscrit      | 2019      | weitere Bilder |
| Schloss Ybourgues    |              | Ybourgues (Lage)         | PA00080411    | Inscrit      | 1978 2019 | weitere Bilder |

### Lurs
| Bezeichnung                  | Beschreibung | Standort                   | Kennzeichnung | Schutzstatus | Datum | Bild |
| ---------------------------- | ------------ | -------------------------- | ------------- | ------------ | ----- | ---- |
| Kapelle Notre-Dame-des-Anges |              | (Lage)                     | PA04000011    | Inscrit      | 1997  |      |
| Römische Brücke              |              | Route nationale 100 (Lage) | PA00080412    | Classé       | 1963  |      |

### Malijai
| Bezeichnung     | Beschreibung | Standort | Kennzeichnung | Schutzstatus | Datum | Bild |
| --------------- | ------------ | -------- | ------------- | ------------ | ----- | ---- |
| Schloss Malijai |              | (Lage)   | PA00080413    | Classé       | 1983  |      |

### Mallefougasse-Augès
| Bezeichnung                | Beschreibung | Standort | Kennzeichnung | Schutzstatus | Datum | Bild |
| -------------------------- | ------------ | -------- | ------------- | ------------ | ----- | ---- |
| Kirche Saint-Jean-Baptiste |              | (Lage)   | PA04000012    | Inscrit      | 1997  |      |

### Mane
| Bezeichnung                   | Beschreibung | Standort         | Kennzeichnung | Schutzstatus   | Datum     | Bild |
| ----------------------------- | ------------ | ---------------- | ------------- | -------------- | --------- | ---- |
| Schloss Sauvan                |              | (Lage)           | PA00080414    | Classé Inscrit | 1957 2003 |      |
| Kirche Saint-André            |              | (Lage)           | PA04000017    | Inscrit        | 1993      |      |
| Hôtel de Miravail             |              | Rue Haute (Lage) | PA00080415    | Inscrit Classé | 1977      |      |
| Pont sur la Laye              |              | (Lage)           | PA00080416    | Classé         | 1970      |      |
| Priorat Châteauneuf           |              | (Lage)           | PA00080417    | Classé Inscrit | 1981      |      |
| Priorat Notre-Dame de Salagon |              | (Lage)           | PA00080418    | Classé         | 1922      |      |

### Manosque
Siehe: Liste der Monuments historiques in Manosque

### Marcoux
| Bezeichnung          | Beschreibung | Standort | Kennzeichnung | Schutzstatus | Datum | Bild |
| -------------------- | ------------ | -------- | ------------- | ------------ | ----- | ---- |
| Kirche Saint-Étienne |              | (Lage)   | PA00080430    | Inscrit      | 1927  |      |

### Les Mées
| Bezeichnung           | Beschreibung | Standort                   | Kennzeichnung | Schutzstatus | Datum | Bild |
| --------------------- | ------------ | -------------------------- | ------------- | ------------ | ----- | ---- |
| Kapelle Saint-Honorat |              | Les Petits Camps (Lage)    | PA00080431    | Classé       | 1983  |      |
| Hôtel de Crose        |              | 7, 9 rue Font-Neuve (Lage) | PA00080432    | Inscrit      | 1989  |      |

### Mirabeau
| Bezeichnung        | Beschreibung | Standort | Kennzeichnung | Schutzstatus | Datum | Bild |
| ------------------ | ------------ | -------- | ------------- | ------------ | ----- | ---- |
| Schloss Fontenelle |              | (Lage)   | PA00080433    | Inscrit      | 1980  |      |

### Montagnac-Montpezat
| Bezeichnung         | Beschreibung | Standort | Kennzeichnung | Schutzstatus | Datum | Bild |
| ------------------- | ------------ | -------- | ------------- | ------------ | ----- | ---- |
| Kirche Saint-Julien |              | (Lage)   | PA04000025    | Inscrit      | 2003  |      |

### Montfort
| Bezeichnung        | Beschreibung | Standort | Kennzeichnung | Schutzstatus | Datum | Bild |
| ------------------ | ------------ | -------- | ------------- | ------------ | ----- | ---- |
| Kirche Saint-Donat |              | (Lage)   | PA00080434    | Classé       | 1959  |      |

### Montfuron
| Bezeichnung          | Beschreibung | Standort | Kennzeichnung | Schutzstatus | Datum | Bild |
| -------------------- | ------------ | -------- | ------------- | ------------ | ----- | ---- |
| Kapelle Saint-Elzéar |              | (Lage)   | PA00080435    | Classé       | 1981  |      |

### Moriez
| Bezeichnung | Beschreibung | Standort    | Kennzeichnung | Schutzstatus | Datum | Bild |
| ----------- | ------------ | ----------- | ------------- | ------------ | ----- | ---- |
| Solequelle  |              | Beaumenière | PA04000016    | Inscrit      | 1993  |      |

### Moustiers-Sainte-Marie
Siehe: Liste der Monuments historiques in Moustiers-Sainte-Marie

### Noyers-sur-Jabron
| Bezeichnung                   | Beschreibung | Standort | Kennzeichnung | Schutzstatus | Datum | Bild |
| ----------------------------- | ------------ | -------- | ------------- | ------------ | ----- | ---- |
| Kirche Notre-Dame-de-Bethléem |              |          | PA00080440    | Classé       | 1913  |      |

### La Palud-sur-Verdon
| Bezeichnung                  | Beschreibung | Standort | Kennzeichnung | Schutzstatus | Datum | Bild |
| ---------------------------- | ------------ | -------- | ------------- | ------------ | ----- | ---- |
| Schloss Palud-sur-Verdon     |              | (Lage)   | PA00080441    | Inscrit      | 1988  |      |
| Kirche Notre-Dame-de-Vauvert |              | (Lage)   | PA00080442    | Inscrit      | 1948  |      |

### Peyroules
| Bezeichnung       | Beschreibung | Standort | Kennzeichnung | Schutzstatus | Datum | Bild |
| ----------------- | ------------ | -------- | ------------- | ------------ | ----- | ---- |
| Kirche Saint-Pons |              |          | PA04000028    | Inscrit      | 2006  |      |

### Pierrerue
| Bezeichnung          | Beschreibung | Standort | Kennzeichnung | Schutzstatus | Datum | Bild |
| -------------------- | ------------ | -------- | ------------- | ------------ | ----- | ---- |
| Kapelle Saint-Pierre |              | (Lage)   | PA00080444    | Inscrit      | 1984  |      |

### Pierrevert
| Bezeichnung               | Beschreibung | Standort                                | Kennzeichnung | Schutzstatus | Datum | Bild |
| ------------------------- | ------------ | --------------------------------------- | ------------- | ------------ | ----- | ---- |
| Schloss Sainte-Marguerite |              | Route de la Bastide-des-Jourdans (Lage) | PA04000027    | Inscrit      | 2005  |      |
| Kirche Saint-Pierre       |              | (Lage)                                  | PA00080445    | Inscrit      | 1937  |      |
| Porte Saint-Joseph        |              | (Lage)                                  | PA00080446    | Inscrit      | 1937  |      |

### Puimoisson
| Bezeichnung               | Beschreibung | Standort | Kennzeichnung | Schutzstatus | Datum | Bild |
| ------------------------- | ------------ | -------- | ------------- | ------------ | ----- | ---- |
| Kapelle Saint-Apollinaire |              |          | PA00080447    | Classé       | 1976  |      |
| Kirche Saint-Michel       |              | (Lage)   | PA00080448    | Inscrit      | 1926  |      |

### Quinson
| Bezeichnung              | Beschreibung | Standort | Kennzeichnung | Schutzstatus | Datum | Bild |
| ------------------------ | ------------ | -------- | ------------- | ------------ | ----- | ---- |
| Abri Donner              |              |          | PA00080514    | Inscrit      | 1992  |      |
| Grotte de la Baume Bonne |              | (Lage)   | PA00080515    | Inscrit      | 1992  |      |

### Redortiers
| Bezeichnung            | Beschreibung | Standort | Kennzeichnung | Schutzstatus | Datum | Bild |
| ---------------------- | ------------ | -------- | ------------- | ------------ | ----- | ---- |
| Bauernhof Graves       |              | (Lage)   | PA04000008    | Inscrit      | 1996  |      |
| Jas des Terres de Roux |              | (Lage)   | PA04000024    | Inscrit      | 1993  |      |
| Mühle Giono            |              | (Lage)   | PA04000007    | Inscrit      | 1996  |      |

### Reillanne
| Bezeichnung                            | Beschreibung | Standort                 | Kennzeichnung | Schutzstatus | Datum | Bild           |
| -------------------------------------- | ------------ | ------------------------ | ------------- | ------------ | ----- | -------------- |
| Mühle Delestic                         |              | (Lage)                   | PA04000015    | Inscrit      | 1993  | weitere Bilder |
| Pfarrhaus                              |              | Rue du Presbytère (Lage) | PA04000039    | Inscrit      | 2019  |                |
| Pfarrkirche Notre-Dame-de-l'Assomption |              | Place de l'église (Lage) | PA04000038    | Inscrit      | 2019  | weitere Bilder |
| Porte Saint-Pierre                     |              | (Lage)                   | PA00080449    | Inscrit      | 1984  |                |

### Revest-des-Brousses
| Bezeichnung | Beschreibung | Standort        | Kennzeichnung | Schutzstatus | Datum | Bild |
| ----------- | ------------ | --------------- | ------------- | ------------ | ----- | ---- |
| Befestigung |              | C.G.C. 5 (Lage) | PA00080450    | Inscrit      | 1943  |      |

### Riez
Siehe: Liste der Monuments historiques in Riez

### Roumoules
| Bezeichnung      | Beschreibung | Standort            | Kennzeichnung | Schutzstatus   | Datum     | Bild |
| ---------------- | ------------ | ------------------- | ------------- | -------------- | --------- | ---- |
| Schloss Campagne |              | Route nationale 552 | PA00080459    | Inscrit Classé | 1989 1992 |      |

### Saint-Benoît
| Bezeichnung                    | Beschreibung | Standort                   | Kennzeichnung | Schutzstatus | Datum | Bild |
| ------------------------------ | ------------ | -------------------------- | ------------- | ------------ | ----- | ---- |
| Brücke Gueydan über den Colomp |              | Route nationale 202        | PA00080460    | Classé       | 1944  |      |
| Pont de la reine Jeanne        |              | Route nationale 207 (Lage) | PA00080461    | Inscrit      | 1928  |      |

### Saint-Étienne-les-Orgues
| Bezeichnung              | Beschreibung | Standort | Kennzeichnung | Schutzstatus | Datum | Bild |
| ------------------------ | ------------ | -------- | ------------- | ------------ | ----- | ---- |
| Abtei Notre-Dame de Lure |              | (Lage)   | PA00080462    | Classé       | 1980  |      |

### Saint-Geniez
| Bezeichnung                  | Beschreibung | Standort                          | Kennzeichnung | Schutzstatus | Datum | Bild |
| ---------------------------- | ------------ | --------------------------------- | ------------- | ------------ | ----- | ---- |
| Kapelle Notre-Dame de Dromon |              | (Lage)                            | PA00080463    | Classé       | 1997  |      |
| Kirche Saint-Genes           |              |                                   | PA04000026    | Inscrit      | 1993  |      |
| Gallo-römische Inschrift     |              | Défilé de la Pierre Écrite (Lage) | PA00080464    | Classé       | 1909  |      |

### Saint-Jeannet
| Bezeichnung        | Beschreibung | Standort | Kennzeichnung | Schutzstatus | Datum | Bild |
| ------------------ | ------------ | -------- | ------------- | ------------ | ----- | ---- |
| Kapelle Saint-Jean |              |          | PA00080465    | Inscrit      | 1954  |      |

### Saint-Maime
| Bezeichnung         | Beschreibung | Standort | Kennzeichnung | Schutzstatus | Datum | Bild |
| ------------------- | ------------ | -------- | ------------- | ------------ | ----- | ---- |
| Schloss Saint-Maime |              | (Lage)   | PA04000013    | Inscrit      | 1998  |      |

### Saint-Martin-de-Brômes
| Bezeichnung         | Beschreibung | Standort | Kennzeichnung | Schutzstatus | Datum | Bild |
| ------------------- | ------------ | -------- | ------------- | ------------ | ----- | ---- |
| Kirche Saint-Martin |              | (Lage)   | PA00080466    | Inscrit      | 1959  |      |
| Uhrturm             |              | (Lage)   | PA00080467    | Classé       | 1921  |      |

### Saint-Martin-les-Eaux
| Bezeichnung         | Beschreibung | Standort | Kennzeichnung | Schutzstatus | Datum | Bild |
| ------------------- | ------------ | -------- | ------------- | ------------ | ----- | ---- |
| Kirche Saint-Martin |              | (Lage)   | PA00080468    | Inscrit      | 1972  |      |

### Saint-Michel-l’Observatoire
| Bezeichnung                             | Beschreibung | Standort | Kennzeichnung | Schutzstatus | Datum | Bild |
| --------------------------------------- | ------------ | -------- | ------------- | ------------ | ----- | ---- |
| Kapelle Saint-Jean                      |              | (Lage)   | PA00080470    | Inscrit      | 1979  |      |
| Kapelle Saint-Michel                    |              | (Lage)   | PA00080469    | Classé       | 1942  |      |
| Kapelle Saint-Paul                      |              | (Lage)   | PA00080471    | Classé       | 1930  |      |
| Kirche Sainte-Marie-Madeleine de Lincel |              | (Lage)   | PA00080472    | Inscrit      | 1988  |      |
| Befestigung                             |              | (Lage)   | PA00080473    | Inscrit      | 1961  |      |

### Saint-Paul-sur-Ubaye
| Bezeichnung                           | Beschreibung | Standort                   | Kennzeichnung | Schutzstatus   | Datum     | Bild           |
| ------------------------------------- | ------------ | -------------------------- | ------------- | -------------- | --------- | -------------- |
| Friedhof Maurin Tor, Friedhofsmauer   |              | Maljasset (Lage)           | PA00080474    | Classé         | 1941      |                |
| Kirche St-Antoine-du-Désert de Maurin |              | Maljasset (Lage)           | PA00080476    | Classé         | 1920      | weitere Bilder |
| Kirche St-Jean-Baptiste de Fouillouse |              | Fouillouse (Lage)          | PA04000035    | Inscrit Classé | 2016 2019 |                |
| Kirche St-Pierre-et-Paul              |              | (Lage)                     | PA00080475    | Classé         | 1921      | weitere Bilder |
| Redoute de Berwick                    |              | Route nationale 202 (Lage) | PA00080477    | Inscrit        | 1940      | weitere Bilder |

### Saint-Pons
| Bezeichnung       | Beschreibung | Standort | Kennzeichnung | Schutzstatus | Datum | Bild |
| ----------------- | ------------ | -------- | ------------- | ------------ | ----- | ---- |
| Kirche Saint-Pons |              | (Lage)   | PA00080478    | Classé       | 1912  |      |

### Saint-Vincent-les-Forts
| Bezeichnung  | Beschreibung | Standort | Kennzeichnung | Schutzstatus | Datum | Bild |
| ------------ | ------------ | -------- | ------------- | ------------ | ----- | ---- |
| Fort Joubert |              | (Lage)   | PA00080479    | Classé       | 1994  |      |

### Selonnet
| Bezeichnung       | Beschreibung | Standort | Kennzeichnung | Schutzstatus | Datum | Bild |
| ----------------- | ------------ | -------- | ------------- | ------------ | ----- | ---- |
| Tour Lesdiguières |              | (Lage)   | PA00080480    | Inscrit      | 1984  |      |

### Senez
| Bezeichnung                           | Beschreibung | Standort | Kennzeichnung | Schutzstatus | Datum | Bild |
| ------------------------------------- | ------------ | -------- | ------------- | ------------ | ----- | ---- |
| Kathedrale Notre-Dame-de-l’Assomption |              | (Lage)   | PA00080481    | Classé       | 1910  |      |
| Brunnen                               |              | (Lage)   | PA00080482    | Inscrit      | 1930  |      |

### Seyne
| Bezeichnung                   | Beschreibung | Standort          | Kennzeichnung | Schutzstatus   | Datum | Bild |
| ----------------------------- | ------------ | ----------------- | ------------- | -------------- | ----- | ---- |
| Bastion des Pénitents         |              | (Lage)            | PA00080483    | Inscrit        | 1988  |      |
| Zitadelle                     |              | (Lage)            | PA00080484    | Classé Inscrit | 1978  |      |
| Couvent des Dominicains       |              | Grande-Rue (Lage) | PA00080485    | Inscrit        | 1988  |      |
| Kirche Notre-Dame-de-Nazareth |              | (Lage)            | PA00080486    | Classé         | 1862  |      |

### Sigonce
| Bezeichnung         | Beschreibung | Standort                    | Kennzeichnung | Schutzstatus | Datum | Bild |
| ------------------- | ------------ | --------------------------- | ------------- | ------------ | ----- | ---- |
| Schloss Bel Air     |              | Quartier des Sorgues (Lage) | PA00080512    | Inscrit      | 1990  |      |
| Kirche Saint-Claude |              | (Lage)                      | PA00080487    | Inscrit      | 1967  |      |

### Simiane-la-Rotonde
| Bezeichnung                | Beschreibung | Standort | Kennzeichnung | Schutzstatus | Datum | Bild |
| -------------------------- | ------------ | -------- | ------------- | ------------ | ----- | ---- |
| Schloss Simiane-la-Rotonde |              | (Lage)   | PA04000014    | Classé       | 1862  |      |
| Kirche Sainte-Victoire     |              |          | PA00080488    | Classé       | 1922  |      |
| Haus                       |              |          | PA00080489    | Inscrit      | 1932  |      |

### Sisteron
Siehe: Liste der Monuments historiques in Sisteron

### Tartonne
| Bezeichnung                    | Beschreibung | Standort         | Kennzeichnung | Schutzstatus | Datum | Bild |
| ------------------------------ | ------------ | ---------------- | ------------- | ------------ | ----- | ---- |
| Kirche Notre-Dame d’Entraigues |              | (Lage)           | PA00080500    | Inscrit      | 1972  |      |
| Source salée de Tartonne       |              | La Salaou (Lage) | PA04000021    | Inscrit      | 1993  |      |

### Thoard
| Bezeichnung                   | Beschreibung | Standort | Kennzeichnung | Schutzstatus | Datum | Bild |
| ----------------------------- | ------------ | -------- | ------------- | ------------ | ----- | ---- |
| Kirche Notre-Dame-de-Bethléem |              | (Lage)   | PA00080501    | Classé       | 1994  |      |

### Thorame-Basse
| Bezeichnung          | Beschreibung | Standort | Kennzeichnung | Schutzstatus | Datum | Bild |
| -------------------- | ------------ | -------- | ------------- | ------------ | ----- | ---- |
| Kapelle Saint-Thomas |              | (Lage)   | PA00080502    | Classé       | 1991  |      |

### Thorame-Haute
| Bezeichnung                                | Beschreibung | Standort | Kennzeichnung | Schutzstatus | Datum | Bild |
| ------------------------------------------ | ------------ | -------- | ------------- | ------------ | ----- | ---- |
| Kirche Notre-Dame-et-Saint-Pons de Peyresq |              |          | PA00080443    | Inscrit      | 1971  |      |
| Pont du Moulin                             |              | (Lage)   | PA00080503    | Classé       | 1977  |      |

### Valensole
| Bezeichnung                        | Beschreibung | Standort               | Kennzeichnung | Schutzstatus | Datum | Bild |
| ---------------------------------- | ------------ | ---------------------- | ------------- | ------------ | ----- | ---- |
| Kirche Saint-Blaise-et-Saint-Denis |              | Place du Marché (Lage) | PA00135600    | Inscrit      | 1994  |      |
| Grande Fontaine                    |              | Place Thiers (Lage)    | PA00080504    | Classé       | 1962  |      |

### Vergons
| Bezeichnung | Beschreibung | Standort | Kennzeichnung | Schutzstatus | Datum | Bild |
| ----------- | ------------ | -------- | ------------- | ------------ | ----- | ---- |
| Friedhof    |              | (Lage)   | PA00080505    | Classé       | 1927  |      |

### Villars-Colmars
| Bezeichnung | Beschreibung | Standort | Kennzeichnung | Schutzstatus | Datum | Bild |
| ----------- | ------------ | -------- | ------------- | ------------ | ----- | ---- |
| Sonnenuhr   |              | (Lage)   | PA00080506    | Inscrit      | 1948  |      |

### Villemus
| Bezeichnung                  | Beschreibung | Standort | Kennzeichnung | Schutzstatus | Datum | Bild |
| ---------------------------- | ------------ | -------- | ------------- | ------------ | ----- | ---- |
| Priorat Notre-Dame-du-Largue |              | (Lage)   | PA00080507    | Inscrit      | 1989  |      |

### Villeneuve
| Bezeichnung                           | Beschreibung | Standort | Kennzeichnung | Schutzstatus | Datum | Bild |
| ------------------------------------- | ------------ | -------- | ------------- | ------------ | ----- | ---- |
| Kirche Saint-Saturnin-Saint-Sébastien |              | (Lage)   | PA00080508    | Inscrit      | 1926  |      |

### Volonne
| Bezeichnung                   | Beschreibung | Standort | Kennzeichnung | Schutzstatus   | Datum     | Bild |
| ----------------------------- | ------------ | -------- | ------------- | -------------- | --------- | ---- |
| Schloss Volonne               |              | (Lage)   | PA00080509    | Inscrit Classé | 1987 1992 |      |
| Kirche St-Martin              |              | (Lage)   | PA00080510    | Classé         | 1971      |      |
| Priorat Saint-Jean-de-Taravon |              | (Lage)   | PA00080513    | Inscrit        | 1992      |      |